# Prasophyllum sphacelatum
Prasophyllum sphacelatum är en orkidéart som beskrevs av David Lloyd Jones. Prasophyllum sphacelatum ingår i släktet Prasophyllum och familjen orkidéer. Inga underarter finns listade i Catalogue of Life.